# Teatro Calderón (Valladolid)
|  | Per a altres significats, vegeu «Teatre Calderón». |

El Teatro Calderón és el principal teatre de la ciutat castellanolleonesa de Valladolid. Aquest teatre rep el nom de Calderón de la Barca, important poeta i dramaturg espanyol.
Està situat al centre de la ciutat a pocs metres d'altres monuments significatius com la Catedral, l'església Penitencial de Nuestra Señora de las Angustias o l'església de Santa Maria l'Antiga.
A l'espai en què avui es troba el teatre, es va aixecar fins a mitjan segle xix el palau de l'Almirall de Castella, gran edifici d'origen baixmedieval del qual es té escassa informació i que va ser totalment enderrocat per edificar l'actual teatre.
Aquest últim es va inaugurar el 29 de setembre de 1864 amb la representació de l'obra de Calderón de la Barca El alcalde de Zalamea.
És de disseny  eclèctic i tendència  neoclàssica, amb influència de l'obra de l'arquitecte alemany Friedrich Schinkel. Segueix plànols de l'arquitecte Jerónimo de la Gándara. Consta d'un gran porxada al carrer Angustias i amplis finestrals, i a l'interior una majestuosa "sala", en forma de ferradura, "a la italiana", amb pati de butaques, llotges baixes, platea, amfiteatre, galeria i paradís o galliner. Està decorada amb luxoses pintures degudes a Augusto Ferri. Els llums laterals, d'estil modernista, daten de principis del segle xx. Antigament tenia capacitat per unes 1.200 persones. A l'escenari existia una enginyosa tramoia deguda a l'enginyer italià I. Piccoli. Existien altres estances, dedicades a cafè, biblioteca (ricament decorada amb pintures) i salons del Círculo del Calderón. La sumptuositat i magnitud de l'edifici va fer que fos un dels principals d'Espanya.
És el millor exponent de l'estil de vida de la burgesia, enriquida amb les primeres indústries de la ciutat, que volia emular els costums de les classes altes europees.
Aquestes expectatives, que no es cobrien amb el Teatre Lope de Vega, es plasmaran en aquest projecte. Es va desenvolupar al màxim el tipus de teatre inspirat en les grans òperes del continent, i va esdevenir el centre de la vida cultural de la ciutat.
Entre el segle xix i XX, va cantar-hi el tenor Julián Gayarre, es van representar obres de la companyia de María Guerrero, i Tomás Bretón va dirigir més d'un concert.
Va ser sotmès a una profunda remodelació, en què es van respectar solament la sala, les façanes i alguns elements més, perdent-se de manera poc justificada la tramoia de Piccoli i diverses peces d'interès. El 9 d'abril de 1999 va ser reinaugurat, amb la presència de la reina Sofia de Grècia amb l'espectacle de la Companyia Nacional de Dansa, dirigit per Nacho Duato, Multiplicitat: formes de silenci i buit. A la sala es va afegir l'enorme llum central, dissenyat a la Reial Fàbrica de Cristalls de la Granja, de 1.000 quilograms de pes, tres metres de diàmetre, 30.000 peces de vidre, 153 punts de llum i 9.280 watts.
Des de la seva reobertura el 1999 va ser la seu de l'Orquestra Simfònica de Castella i Lleó (OSCyL), però des d'abril de 2007, la seu de l'orquestra se situa al nou Auditori Miguel Delibes de la ciutat, dissenyat per l'arquitecte català Ricardo Bofill. El 2001 es va celebrar al teatre el II Congrés Internacional de la Llengua Espanyola.
En l'actualitat compta amb una capacitat per a 1.141 persones i acull durant la temporada representacions de teatre, òpera, sarsuela, dansa, ballet, flamenc i jazz a més de ser la seu de la Setmana Internacional de Cinema de Valladolid (SEMINCI). Però les seves dependències no es limiten al teatre, sinó que a més compta amb una sala d'exposicions, la Sala Delibes i el seu Saló dels Miralls, llocs on se celebren activitats no escèniques.

## Esdeveniments
- El 4 de març de 1934 es van fusionar Falange Espanyola (el partit de José Antonio Primo de Rivera) i les Juntes d'Ofensiva Nacional-Sindicalista (JONS) en un acte celebrat al teatre.
- Va acollir els estudis centrals de La Voz de Valladolid (pertanyent a la Xarxa d'Emissores del Moviment - REM) des de la seva fundació el 24 d'agost de 1936, fins a la seva integració a Radio Cadena Española (RCE) el 4 de desembre de 1978.
- El 1991 s'hi va descobrir una biblioteca oculta des de 1968, que comptava amb una col·lecció de més de 4.000 volums.[1]
- Entre els dies 16 i 19 d'octubre de 2001 s'hi va celebrar el II Congrés Internacional de la Llengua Espanyola, organitzat per l'Institut Cervantes i la Reial Acadèmia Espanyola.